# Zorocrates potosi
Espèce
Zorocrates potosi est une espèce d'araignées aranéomorphes de la famille des Zoropsidae.

## Distribution
Cette espèce est endémique de l'État de San Luis Potosí au Mexique,. Elle se rencontre dans la grotte Cueva de los Viet Cong sur le plateau Xilitla.

## Description
La femelle holotype mesure 12 mm et le mâle 11 mm.

## Étymologie
Son nom d'espèce lui a été donné en référence au lieu de sa découverte, l'État de San Luis Potosí.

## Publication originale
- Platnick & Ubick, 2007 : A revision of the spider genus Zorocrates Simon (Araneae, Zorocratidae). American Museum novitates, no 3579, p. 1-44 (texte intégral).